# Leschenaultia currani
Leschenaultia currani là một loài ruồi trong họ Tachinidae.